# Wektor Riemanna-Silbersteina
Wektor Riemanna-Silbersteina – w elektrodynamice klasycznej, wektor zbudowany z wektorów pola elektrycznego i magnetycznego.
W odróżnieniu od wektora Poyntinga ma znaczenie fizyczne tylko w kwantowej interpretacji równań Maxwella jako funkcja falowa fotonu. Po pomnożeniu równań Maxwella stronami przez stałą Diraca, pozwala interpretować ich część dynamiczną w zwięzłej formie jako równanie Schrödingera dla fotonu.
Wyraża się wzorem:
{\displaystyle \mathbf {F} =\mathbf {E} +i\mathbf {B} .}
Równanie Schrödingera dla fotonu w próżni ma postać
{\displaystyle i\hbar \partial _{t}\mathbf {F} =c\left(\mathbf {S} \cdot {\tfrac {\hbar }{i}}\nabla \right)\mathbf {F} ,}
gdzie {\displaystyle \mathbf {S} } jest wektorem z macierzy spinu o długości 1.
W odróżnieniu do funkcji falowej elektronu, funkcja falowa fotonu jest znormalizowana w sposób egzotyczny z jądrem całkowym, tzn.
{\displaystyle \|\mathbf {\mathbf {F} } \|={\frac {1}{\hbar c}}\int {\frac {\mathbf {F} ^{*}(\mathrm {x} )\cdot \mathbf {F} (\mathrm {x} ')}{|\mathrm {x} -\mathrm {x} '|^{2}}}\mathrm {dx} ^{3}\mathrm {dx} '^{3}=1.}
Pozostałe dwa równania Maxwella stają się dodatkowymi więzami, tzn.
{\displaystyle \nabla \cdot \mathbf {F} =0}
i są spełnione automatycznie jeśli tylko są spełnione w chwili początkowej {\displaystyle t=0,} tzn.
{\displaystyle \mathbf {F} (0)=\nabla \cdot \mathbf {G} ,}
gdzie {\displaystyle \mathbf {G} } jest jakimkolwiek zespolonym polem wektorowym o nieznikającej rotacji, czyli potencjałem wektorowym dla wektora Riemanna-Silbersteina.

## Zasada nieoznaczoności Heisenberga dla fotonu
Użycie wektora Riemanna-Silbersteina jako funkcji falowej fotonu pokazuje, że fotony są cząstkami „dużo bardziej kwantowymi” niż elektrony i okazuje się, że są one w dobrym przybliżeniu polami spinorowymi normalnie unormowanymi do 3 ze składowymi unormowanymi do 1, tzn.
{\displaystyle \int |F_{x}(\mathrm {x} ')|^{2}\mathrm {dx} '^{3}=\int |F_{y}(\mathrm {x} ')|^{2}\mathrm {dx} '^{3}=\int |F_{z}(\mathrm {x} ')|^{2}\mathrm {dx} '^{3}=1,}
gdzie nowe {\displaystyle F_{i}} są wynikiem podzielenia wektora Riemanna-Silbersteina przez pierwiastek z jakiejś energii podstawowej normalizującej gęstość energii do gęstości prawdopodobieństwa.
Zasada nieoznaczoności dla elektronu w trzech wymiarach jest dana przez
{\displaystyle \langle \mathbf {r} \rangle \langle \mathbf {p} \rangle \geqslant {\tfrac {3}{2}}\hbar .}
Z definicji normy dla dużych wartości {\displaystyle |\mathrm {x} -\mathrm {x} '|} jądro podcałkowe obniża wartość wyrażenia tak, że normalna całka normalizacyjna jak dla elektronu jest z reguły większa niż 1. Załóżmy, że fotony są polem spinorowym unormowanym tak, że każda z jego składowych unormowana jest do 1, tzn. jest normalną skalarną funkcja falowa.
Z zasady nieoznaczoności dla cząstki opisanej funkcją skalarną zachodzi
{\displaystyle \left(\langle F_{x}|\mathbf {r} ^{2}|F_{x}\rangle +\langle F_{y}|\mathbf {r} ^{2}|F_{y}\rangle +\langle F_{x}|\mathbf {r} ^{2}|F_{x}\rangle \right)\left(\langle F_{x}|\mathbf {p} ^{2}|F_{x}\rangle +\langle F_{y}|\mathbf {p} ^{2}|F_{y}\rangle +\langle F_{z}|\mathbf {p} ^{2}|F_{z}\rangle \right)\geqslant \kappa .}
W celu oszacowania minimum prawej strony uzyskuje się bezpośrednio, iż
{\displaystyle \langle F_{x}|\mathbf {r} ^{2}|F_{x}\rangle \langle F_{x}|\mathbf {p} ^{2}|F_{x}\rangle +\langle F_{y}|\mathbf {r} ^{2}|F_{y}\rangle \langle F_{y}|\mathbf {p} ^{2}|F_{y}\rangle +\langle F_{z}|\mathbf {r} ^{2}|F_{z}\rangle \langle F_{z}|\mathbf {p} ^{2}|F_{z}\rangle \geqslant 3\cdot {\tfrac {9}{4}}\hbar ^{2}.}
By oszacować trzy człony krzyżowe typu
{\displaystyle \langle F_{x}|\mathbf {r} ^{2}|F_{x}\rangle \langle F_{y}|\mathbf {p} ^{2}|F_{y}\rangle +\langle F_{y}|\mathbf {r} ^{2}|F_{y}\rangle \langle F_{x}|\mathbf {p} ^{2}|F_{x}\rangle ,}
należy założyć (z zasady nieoznaczoności dla każdej składowej), że jedna część sumy jest dowolnie mała,
{\displaystyle \varepsilon =\langle F_{x}|\mathbf {r} ^{2}|F_{x}\rangle \langle F_{y}|\mathbf {p} ^{2}|F_{y}\rangle ,}
wtedy
{\displaystyle \varepsilon \langle F_{y}|\mathbf {r} ^{2}|F_{y}\rangle \langle F_{x}|\mathbf {p} ^{2}|F_{x}\rangle \geqslant \left({\tfrac {9}{4}}\hbar ^{2}\right)^{2}}
i człony krzyżowe minimalizuje się minimalizując wyrażenie
{\displaystyle \varepsilon +{\tfrac {1}{\varepsilon }}\left({\tfrac {9}{4}}\hbar ^{2}\right)^{2},}
skąd
{\displaystyle \varepsilon ={\tfrac {9}{4}}\hbar ,}
tzn.
{\displaystyle \langle F_{x}|\mathbf {r} ^{2}|F_{x}\rangle \langle F_{y}|\mathbf {p} ^{2}|F_{y}\rangle +\langle F_{y}|\mathbf {r} ^{2}|F_{y}\rangle \langle F_{x}|\mathbf {p} ^{2}|F_{x}\rangle =2\cdot {\tfrac {9}{4}}\hbar ^{2}.}
Zbierając razem powyższe, otrzymuje się zasadę nieoznaczoności dla fotonu
{\displaystyle \langle \mathbf {F} \cdot |\mathbf {r} ^{2}|\mathbf {F} ^{*}\rangle \langle \mathbf {F} \cdot |\mathbf {p} ^{2}|\mathbf {F} ^{*}\rangle \geqslant 3\cdot {\tfrac {9}{4}}+6\cdot {\tfrac {9}{4}}={\tfrac {81}{4}}\hbar ^{2}}
lub
{\displaystyle \langle \mathbf {F} \cdot |\mathbf {r} |\mathbf {F} \rangle \langle \mathbf {F} \cdot |\mathbf {p} |\mathbf {F} \rangle \geqslant {\tfrac {9}{2}}\hbar =4{,}5\hbar ,}
co okazuje się bliskie dokładnej wartości wyprowadzonej metodami wariacyjnymi i bez uproszczenia normy
{\displaystyle \langle \mathbf {r} \rangle \langle \mathbf {p} \rangle \geqslant 4\hbar .}
Fotony okazują się więc cząstkami {\displaystyle {\tfrac {8}{3}},} a więc prawie 3 razy „bardziej kwantowymi” niż np. elektron.